# Indywidualne Mistrzostwa Szwecji na Żużlu 1948
Indywidualne Mistrzostwa Szwecji na Żużlu 1948 – cykl turniejów żużlowych, mających wyłonić najlepszych żużlowców szwedzkich. Tytuł wywalczył Olle Nygren z Vargarna Norrköping.

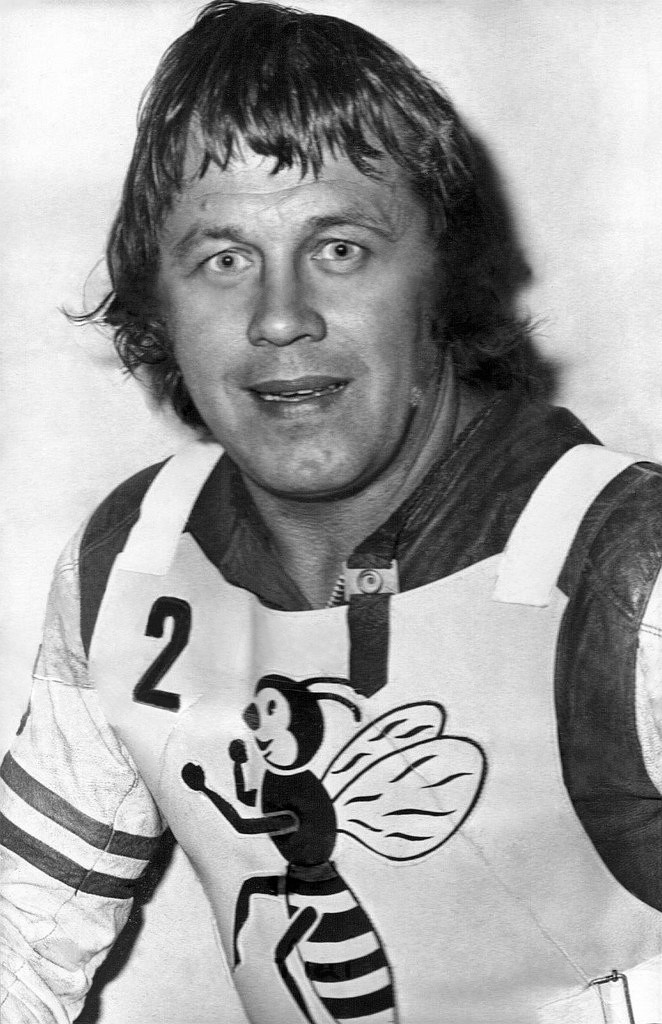
Olle Nygren – mistrz Szwecji 1948

## Finał
- Sztokholm, 15 października 1948

| Msc. | Zawodnik             | Klub                 | Pkt |  |  |
| ---- | -------------------- | -------------------- | --- |  |  |
| 1    | Olle Nygren          | Vargarna Norrköping  | 14  |  |  |
| 2    | Eskil Carlsson       | Getingarna Sztokholm | 13  |  |  |
| 3    | Börje Haag           | Getingarna Sztokholm | 13  |  |  |
| 4    | Linus Eriksson       | Filbyterna Linköping | 9   |  |  |
| 5    | Rune Larsson         | Indianerna Kumla     | 9   |  |  |
| 6    | Sven Lindholm        | Indianerna Kumla     | 9   |  |  |
| 7    | Fritz Löfqvist       | Motorsällskapet      | 8   |  |  |
| 8    | Gunnar Hellqvist     | Griparna Nyköping    | 7   |  |  |
| 9    | Gösta Zanderholm     | Filbyterna Linköping | 7   |  |  |
| 10   | Harry Lundberger     | Vendelsö             | 5   |  |  |
| 11   | Einar Lindqvist      | Vargarna Norrköping  | 4   |  |  |
| 12   | Hans Engborg         | Filbyterna Linköping | 3   |  |  |
| 13   | Gunnar Boo           | Filbyterna Linköping | 3   |  |  |
| 14   | Lennart Lundell      | Griparna Nyköping    | 2   |  |  |
| 15   | Erik Berglind        | Motorsällskapet      | 1   |  |  |
| 16   | Thord Larsson        | Motorsällskapet      | 1   |  |  |
|      | rez. Folke Svahn     | Motorsällskapet      | 4   |  |  |
|      | rez. Stig Pramberg   | Vargarna Norrköping  | 2   |  |  |
|      | rez. Gustaf Berglind | Motorsällskapet      | 0   |  |  |